# Apollophanes
Apollophanes es un género de arañas de la familia Philodromidae.

## Especies
- Apollophanes aztecanus Dondale & Redner, 1975
- Apollophanes bangalores Tikader, 1963
- Apollophanes caribaeus Dondale & Redner, 1975
- Apollophanes crispus Dondale & Redner, 1975
- Apollophanes erectus Dondale & Redner, 1975
- Apollophanes fitzroyi Baert, 2013
- Apollophanes gaucho Francisco, Ott & Teixeira, 2016
- Apollophanes indistinctus Gertsch, 1933
- Apollophanes lonesomegeorgei Baert, 2013
- Apollophanes longipes (O. Pickard-Cambridge, 1896)
- Apollophanes macropalpus (Paik, 1979)
- Apollophanes margareta Lowrie & Gertsch, 1955
- Apollophanes punctatus (Bryant, 1948)
- Apollophanes punctipes (O. Pickard-Cambridge, 1891)
- Apollophanes texanus Banks, 1904